# Jaime Fernandez (aviron)
Jaime Fernandez, né le 4 avril 1971 à Melbourne, est un rameur d'aviron australien. 

## Carrière
Jaime Fernandez participe aux Jeux olympiques de 2000 à Sydney et remporte la médaille d'argent avec le huit  australien composé de Alastair Gordon, Mike McKay, Nick Porzig, Robert Jahrling, Stuart Welch, Daniel Burke, Christian Ryan et Brett Hayman.